# Antonio Callejas
Antonio Callejas (Murcia, 22 de octubre de 1782) fue un militar español.

## Biografía
Bautizado en San Lorenzo, hijo de Don Vicente Rodríguez Callejas Manchón y nieto de Don Diego Rodríguez Callejas, natural de Pulianas.
Ingresado de cadete en el 2º Regimiento de Infantería de Murcia el 16 de noviembre de 1799, sirviendo durante ocho meses y siete días, logró en dicho Regimiento sus regulares ascensos: subteniente, el 23 de julio de 1800, durante seis años y veintitrés días; subteniente de granaderos, el 16 de agosto de 1806, durante seis meses y dieciocho días; teniente de granaderos, el 4 de marzo de 1807, durante dos años y cinco días; y grado de capitán, el 9 de marzo de 1809, durante dos años, nueve meses y veintidós días.

## Campañas y acciones de guerra en que se ha hallado
De guarnición en la plaza de Cartagena en dos ocasiones y cordón de sanidad puesto en dicha plaza cuatro años, diez meses y once días. En la campaña contra los franceses desde el 4 de junio de 1808 hasta el 20 de febrero de 1809.
Se halló en el ataque de San Onofre, inmediaciones de Valencia, el 27 de junio de 1808, de donde después de una leve defensa se retiró Nicolás Mahy, enderezándose también al Júcar por Chirivella. En San Onofre estaban las divisiones del general Pedro Villacampa y Maza y del general José Obispo. En la toma del Puente de Caparroso, se le incorporó la división de Saint-Marcq, y entrando el 14 de noviembre, hallaron abandonado por el enemigo en la madrugada de aquel día el puente que tenía éste fortificado. En el ataque de Tudela el 23 de noviembre de dicho año. Y si en los primeros momentos la dispersión de Tudela había desorientado algo a los franceses, llevándolos por caminos divergentes y con las precauciones y la lentitud naturales en la diseminación a que les obligaba la marcha de los españoles, bien pronto la noticia de que se aproximaba el cuerpo de Michel Ney por el flanco derecho, introdujo el desorden en las filas de nuestros compatriotas. En el ataque que los enemigos dieron en el barranco de la muerte, inmediaciones de Monte Torrero, punto débil pretérito del sistema de la resistencia, cuyas defensas fueron destruidas por los formidables efectivos de Moncey el 30 de mismo mes. Muchos patriotas habían ocupado con anticipación el Monte Torrero, junto a otros sitios avanzados, para contener algún tiempo al enemigo y dar lugar a que en la ciudad se fortificasen lo mejor que pudiesen. Pronto disiparon estos obstáculos los franceses. En la defensa de Zaragoza hasta su rendición del 20 de febrero de 1809, que habiendo quedado enfermo en dicha ciudad se fugó de los enemigos y presentado en la capital. Salió el 12 de abril de 1810 por mandado de la Junta Superior del Reino para Segura de la Sierra a comandar paisanos y guarnecer aquellos puertos, en donde permaneció hasta el 12 de junio, que se vino a incorporar con su regimiento por haber venido su coronel, y cuando salió el regimiento para Écija, quedó comisionado para recibir quintos y remitirlos a su Cuerpo. Firmado por José María Rodríguez de Vera.